# Justin Frankel
Justin Frankel es un programador estadounidense. Se lo reconoce por ser uno de los creadores del reproductor multimedia Winamp en 1997, junto con Dmitry Boldyrev. Se lo asocia también con Tom Pepper y Gnutella.
Frankel abandonó sus estudios en la Universidad de Utah para formar la empresa de software Nullsoft en 1998; la cual fue adquirida por AOL en 1999 por la suma de 86 millones de dólares.
Frankel amenazó con renunciar a AOL el 2 de junio de 2003, luego que decidieran eliminar el programa WASTE del sitio web de Nullsoft. Tras no conseguir remontarlo, terminó anunciando su dimisión a la compañía el 22 de enero de 2004.